# حديقة العاصمة أبو ظبي

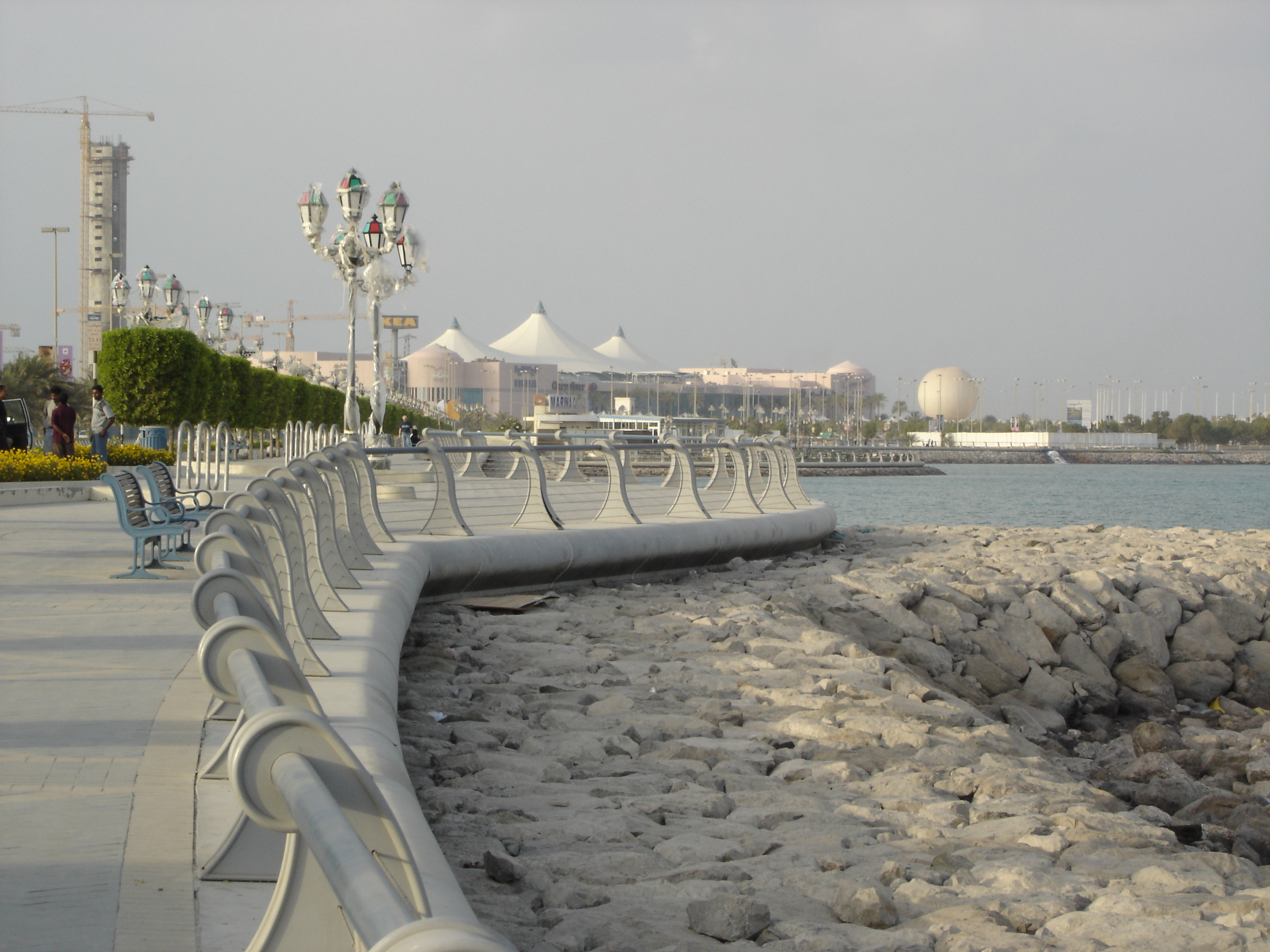
صورة لكورنيش مدينة أبوظبي

تقع حديقة العاصمة أبوظبي، في وسط مدينة أبوظبي في الإمارات العربية المتحدة، مقابل مصرف أبوظبي الوطني، في المنطقة المركزية، وعلى بعد أمتار قليلة من الكورنيش.
الحديقة، عبارة عن مساحة خضراء جذابة وسط المدينة، يضم كل ركن فيها تشكيلة صغيرة من هياكل التسلق والأراجيح والمزالق. وتتربع في وسطه بركة مياه بنوافير رائعة، تقوم بضخ رشقات منتظمة من المياه. كما تتميّز بعدد من آلات البيع وكافيتريا لتقديم الوجبات الخفيفة.